# دينيسي أرمسترونغ
دينيسي أرمسترونغ (بالإنجليزية: Dean Armstrong)‏ (و. 1973 – م) هو ممثل، من كندا، ولد في أوين ساوند.

## وصلات خارجية
- دينيسي أرمسترونغ على موقع IMDb (الإنجليزية)
- دينيسي أرمسترونغ على موقع ألو سيني (الفرنسية)
- دينيسي أرمسترونغ على موقع أول موفي (الإنجليزية)
- دينيسي أرمسترونغ على موقع قاعدة بيانات برودواي على الإنترنت (الإنجليزية)
- دينيسي أرمسترونغ على موقع قاعدة بيانات الأفلام السويدية (السويدية)
- دينيسي أرمسترونغ على موقع إن إن دي بي (الإنجليزية)
- دينيسي أرمسترونغ على موقع قاعدة بيانات الفيلم (الإنجليزية)
- دينيسي أرمسترونغ على موقع كينوبويسك (الروسية)